# Conistra cuneata
Conistra cuneata là một loài bướm đêm trong họ Noctuidae.